# آیابه، کیوتو
آیابه در استان کیوتو در کشور ژاپن واقع شده است  که دارای جمعیت ۳۷٬۰۸۱ نفر و مساحت ۳۴۷٫۱۱ کیلومتر مربع با تراکم جمعیت 107  نفر در کیلومترمربع است و در تاریخ ۱ اوت ۱۹۵۰ به عنوان شهر شناخته شد.